# Гръцки национален път 30
Гръцкият национален път 30 (с абревиатура на латински GR-30) свързва Арта на Йонийско море през Трикала с Волос на Егейско море. Минава през градовете Кардица и Фарсала.
Пътят пресича планините на Пинд и близо 50 км е изключително коварен и опасен и е с една лента. За първи път на пътя е положена настилка в средата на 20 век, а до края на века е все още само с частично положена пътна настилка.
На практика този път е единственият, който пресича над Централна Гърция страната между Южен Епир и Южна Тесалия.